# Mando (cantora)
Mando é o nome artístico da cantora pop grega "Adamantia Stamatopoulou" (Pireu, 13 de abril de 1966-). Ela representou a Grécia no Festival Eurovisão da Canção 2003 com a canção  "Never Let You Go".

## Discografia
- 1986: Fill Me Up
- 1986: "Set Yourself In Motion
- 1989: Dos Mou Ena Fili... Afto to Kalokairi
- 1990: Ptisi Gia Dio
- 1991: Kinisi Triti
- 1992: Esthisis
- 1993: I Diki Mas I Agapi
- 1994: Anisiho Vlemma
- 1995: I Mando Ston Evdomo Ourano
- 1997: Gia Oles Tis Fores
- 1998: Prodosia
- 2000: Se Alli Diastasi
- 2001: Mando & Coltrane Big Band
- 2002: Ligo Ligo
- 2003: Never Let You Go
- 2003: Oi Megaliteres Epityhies
- 2003: Oi Agapes Fevgoun, Ta Tragoudia Menoun
- 2008: Mando II
- 2008: Afraid of the Dark